# Portal de Museos de la Universidad Nacional de Colombia
El Portal de Museos de la Universidad Nacional de Colombia es la sede del Sistema de Patrimonio Cultural y Museos de esta universidad. Está ubicado en el Claustro de San Agustín en el tradicional barrio La Candelaria de Bogotá. 
- Datos: Q6083105